# Гадони
Гадони (итал. Gadoni) је насеље у Италији у округу Нуоро, региону Сардинија.
Према процени из 2011. у насељу је живело 877 становника. Насеље се налази на надморској висини од 719 м.

## Становништво
| 1936. | 1951. | 1961. | 1971. | 1981. | 1991. | 2001. | 2011. |
| ----- | ----- | ----- | ----- | ----- | ----- | ----- | ----- |
| 1.239 | 1.415 | 1.628 | 1.361 | 1.253 | 1.153 | 990   | 886   |